# Zakonnica w przebraniu
Zakonnica w przebraniu (ang. Sister Act) – amerykańska komedia sensacyjna z 1992 roku w reżyserii Emile’a Ardolino. Zdjęcia kręcono w Los Angeles, San Francisco i Reno. 
W 1993 roku do kin trafił sequel filmu pt. Zakonnica w przebraniu 2: Powrót do habitu. W grudniu 2020 roku Goldberg potwierdziła prace nad trzecią częścią cyklu

## Fabuła
Film opowiada o barowej śpiewaczce, Deloris Van Cartier, która pewnego dnia nakrywa swojego kochanka na morderstwie. Ten, mimo swej miłości postanawia zabić narzeczoną przy pomocy swych przyjaciół – Joego i Willego. Deloris z pomocą porucznika Eddiego Southera, ukrywa się w Konwencie sióstr św. Katarzyny. Jest to dla niej ogromny wstrząs psychiczny. Obce są jej sprawy duchowne takie jak praca i modlitwa. Nie może w żaden sposób zaaklimatyzować się w nowym miejscu. Po nocnej ucieczce do baru, Siostra Przełożona znajduje jej nowe miejsce w zakonie, gdzie będzie mogła czuć się jak przed całym zaistniałym wydarzeniem – w klasztornym chórze. Szybko staje się nowym dyrygentem i wraz z siostrami rozkręca działanie chóru. Ludzie zaczynają przychodzić do kościoła, posłuchać nowej muzyki, którą także można chwalić Boga. Siostrze przełożonej nie chodziło jednak o zmianę stylu muzyki, lecz podniesienie wartości artystycznej śpiewu sióstr. Te jednak wychodzą na ulicę i zaczynają pomagać ludziom z ubogiej dzielnicy. Pną się w górę w karierze wokalnej. Na koncert gospelu, ma zamiar przybyć papież. Przygotowania są dopięte na ostatni guzik. Jednak były kochanek – Vince LaRocca wpada na ślad Deloris. Porywa ją wraz z siostrą Mary Robert. Lada chwila ma przybyć papież, jednak chór nie ma dyrygenta. Siostra przełożona, mimo swej niechęci do Deloris, postanawia wraz z siostrami przybyć do Reno i uratować siostrę Mary Clarence.

## Obsada
- Whoopi Goldberg – Deloris Van Cartier / siostra Mary Clarence, w niektórych tłumaczeniach Maria Klarencjusz
- Maggie Smith – matka przełożona
- Kathy Najimy – siostra Mary Patrick
- Wendy Makkena – siostra Mary Robert
- Mary Wickes – siostra Mary Lazarus
- Harvey Keitel – Vince LaRocca
- Bill Nunn – porucznik Eddie Souther
- Joseph Maher – biskup O’Hara
- Robert Miranda – Joey
- Richard Portnow – Willy
- Eugene Greytak – papież

## Nagrody i nominacje
Złote Globy 1992
- Najlepsza komedia/musical (nominacja)
- Najlepsza aktorka w komedii/musicalu – Whoopi Goldberg (nominacja)